# Майские звёзды
«Майские звёзды» — советско-чехословацкий художественный фильм 1959 года.

## Сюжет
Четыре новеллы о жизни послевоенной Праги мая 1945 года. Генерал, встретив в случайном чешском доме маленького мальчишку, вспоминает погибшую в блокаду семью. Сапёру нужен мел, за которым он приходит в местную школу, где влюбляется в учительницу. Вернувшийся из Освенцима пражанин обнаруживает, что его квартиру занял судетский немец, который стреляет по прохожим, и в ситуацию приходится вмешаться советским танкистам. Советский сержант, сев в городской трамвай, вспоминает свою довоенную профессию и просит уступить ему место вожатого.

## В ролях
| Актёр               | Роль                            |
| ------------------- | ------------------------------- |
| Александр Ханов     | генерал Сергей                  |
| Миша Станинец       | Душан                           |
| Вячеслав Тихонов    | Андрей Рукавичкин лейтенант     |
| Яна Брейхова        | Яна                             |
| Яна Дитетова        | мама Душана                     |
| Зденек Дите         | папа Душана                     |
| Михаил Пуговкин     | старшина Иванов                 |
| Николай Крючков     | Федул Петрович Платонов сержант |
| Леонид Быков        | Алёша                           |
| Юрий Белов          | Белов адъютант генерала         |
| Олег Голубицкий     | солдат                          |
| Николай Довженко    | Нечипуренко шофёр               |
| Леонид Чубаров      | Коля танкист                    |
| Франтишек Кройцман  |                                 |
| Милош Недбал        | Домовладелец                    |
| Ладислав Пешек      |                                 |
| Иржина Била         |                                 |
| Иржина Богдалова    |                                 |
| Франтишек Вноучек   |                                 |
| Иржи Вондрович      |                                 |
| Мария Ежкова        |                                 |
| Вера Календова      |                                 |
| Владимир Клеменс    |                                 |
| Богуслав Купшовский |                                 |
| Марта Майева        |                                 |
| Геда Маркова        |                                 |
| Отто Мотычка        |                                 |
| Мария Надомлейнска  |                                 |
| Богуш Рендл         |                                 |
| Вацлав Трегл        |                                 |
| Иозеф Шидлиховский  |                                 |
| Валентин Зубков     |                                 |
| Карел Эффа          | пассажир                        |
| Валентин Кнор       |                                 |
| Любомир Костелка    |                                 |
| Сватоплук Майер     |                                 |
| Мирко Чех           |                                 |

## Съёмочная группа
- Автор сценария: Людвик Ашкенази
- Режиссёр: Станислав Ростоцкий
- Оператор: Вячеслав Шумский
- Художник: Хрудош Угер
- Композитор: Кирилл Молчанов